# Extended Versions (Ted Nugent)
| Recensione | Giudizio |
| ---------- | -------- |
| AllMusic   | [ 1 ]    |

Extended Versions è un live album di Ted Nugent, pubblicato il 27 settembre del 2005 per l'etichetta discografica Sony/BMG.
Si tratta di una raccolta di brani dal vivo, tratti da diversi live album:
- Tracce 1, 2, 4, 5, 10 tratte da Double Live Gonzo!.
- Tracce 7, 8, & 9 tratte da Intensities in 10 Cities.
- Traccia 3 tratta dal remaster di Free-for-All; Registrato live al Hammersmith Odeon, Londra, nel 1977.

## Tracce
1. Stormtroopin' – 5:52 (Nugent)
2. Just What the Doctor Ordered – 5:17 (Nugent)
3. Dog Eat Dog – 5:18 (Nugent)
4. Yank Me Crank Me – 4:21 (Nugent)
5. Stranglehold – 10:27 (Nugent)
6. Cat Scratch Fever – 3:49 (Nugent)
7. Put Up or Shut-Up – 3:23 (Nugent)
8. Land of a Thousand Dances – 4:31 (Domino, Kenner)
9. I Take No Prisoners – 3:28 (Nugent)
10. Baby, Please Don't Go – 5:50 (Williams)